# Erich Kulka
Erich Kulka né le 18 février 1911 à Vsetin et mort le 12 juillet 1995 à Jérusalem, est un écrivain et un survivant du camp de concentration d’Auschwitz en Pologne.

## Biographie
Durant la Seconde Guerre mondiale, en 1939 il est arrêté par la Gestapo et envoyé au camp de concentration de Dachau et en 1942 il est transféré au camp d'extermination d'Auschwitz. À Auschwitz-Birkenau, il rencontre Ota Kraus. Lors de l'évacuation du camp de concentration d'Auschwitz en janvier 1945, il réussit à s'échapper durant la marche de la mort avec son fils de douze ans.
Après il collabore avec Otto Kraus dans un livre en commun. Le livre a été publié en sept éditions et traduit dans de nombreuses langues. En 1964, il témoigne au procès Eichmann à Jérusalem. Après l'invasion soviétique en 1968, il émigre de Tchécoslovaquie en Israël. Il étudie à l'Université hébraïque de Jérusalem. En 1977, il fonde le Musée de la Tolérance Wiesenthal à Los Angeles. En 1993, il fonde la fondation pour l'Université hébraïque de Jérusalem qui porte son nom, c'est une bourse doctorale.
Ses écrits sont conservés aux archives centrales de Yad Vashem à Jérusalem.
Son fils est l'historien Otto Dov Kulka.